# Antillicharis dubius
Antillicharis dubius är en insektsart som först beskrevs av Andrew Nelson Caudell 1922.  Antillicharis dubius ingår i släktet Antillicharis och familjen syrsor. Inga underarter finns listade i Catalogue of Life.